# Mocnica
Mocnica – pogrubiony pas poszycia elementów kadłuba jednostki pływającej stosowany ze względu na miejscowe zwiększenie obciążenia konstrukcji, ze względu na umiejscowienie dookreślany jako: 1. mocnica obłowa – przejście dna w burtę; 2. mocnica burtowa – w rejonie burty przylegającej do pokładu górnego; 3. mocnica pokładowa – w rejonie pokładu górnego przylegającego do mocnicy burtowej. Dwie ostatnie były łączone pierwotnie za pomocą nitów, współcześnie spawane (złącze pachwinowe), a na nowych statkach handlowych (typu masowiec, roporudomasowiec, zbiornikowiec) zastępowane przez zaokrągloną mocnicę burtową.